# Leptacris
Leptacris es un género de saltamontes de la subfamilia Hemiacridinae, familia Acrididae, y está asignado a la tribu Leptacrini. Este género se encuentra en África y en Asia (subcontinente indio, China, Vietnam, Java).

## Especies
Las siguientes especies pertenecen al género Leptacris:
- Leptacris filiformis Walker, 1870
- Leptacris javanica Willemse, 1955
- Leptacris kraussi (Bolívar, 1890)
- Leptacris liyang (Tsai, 1929)
- Leptacris maxima (Karny, 1907)
- Leptacris monteiroi (Bolívar, 1890)
- Leptacris taeniata (Stål, 1873)